# Ministerstwo Spraw Zagranicznych Republiki Czeskiej
Ministerstwo Spraw Zagranicznych Republiki Czeskiej (cz. Ministerstvo zahraničních věcí České republiky, MZV) – utworzone na mocy ustawy nr 2/1969 Sb. o powołaniu ministerstw i innych centralnych organów administracji państwowej Czeskiej Republiki Socjalistycznej.

## Kompetencje
Wymieniona ustawa (w § 6) określa, że do zakresu obowiązków MZV należą:
- kontrola działalności ministerstw i innych organów administracji państwowej w dziedzinie stosunków międzynarodowych i powierzonych im zadań w taki sposób, żeby te zobowiązania były korzystne dla państwa czeskiego i nie łamały prawa międzynarodowego
- zapewnianie ochrony praw i interesów Czech i ich obywateli
- odpowiadanie za pracę ambasad za granicą
- pośredniczenie w stosunkach zagranicznych między państwem a innymi krajami
- zarządzanie aktywami czeskimi za granicą
- koordynowanie, przygotowywanie i negocjonowanie traktatów międzynarodowych i porozumień
- ogłaszanie przystąpienia państwa do traktatów międzynarodowych
- monitorowanie przestrzegania i stosowania traktatów międzynarodowych i porozumień z punktu widzenia interesów Czech
- wydawanie zezwoleń na przywożenie lub wywożenie materiałów wojskowych
- przeprowadzanie szkoleń przygotowujących pracowników do pracy za granicą
- organizowanie i techniczne zabezpieczanie wyborów do Parlamentu Republiki  Czeskiej za granicą i przygotowywanie wyborów do Parlamentu Europejskiego[6]

Od 17 grudnia 2021 roku Ministrem Spraw Zagranicznych jest Jan Lipavský z Czeskiej Partii Piratów.

## Lista ministrów

### Czechosłowacja
| Lp. |  | Minister          |  | Partia  | Okres urzędowania                      | Rząd                                                                                                |
| --- |  | ----------------- |  | ------- | -------------------------------------- | --------------------------------------------------------------------------------------------------- |
| 1.  |  | Ján Marko         |  | KSČ     | 2 stycznia 1969 – 9 grudnia 1971       | Rząd Stanislava Rázla Rząd Josefa Kempnego i Josefa Korčáka                                         |
| 2.  |  | Bohuslav Chňoupek |  | KSČ     | 9 grudnia 1971 – 11 października 1988  | Drugi rząd Josefa Korčáka Trzeci rząd Josefa Korčáka                                                |
| 3.  |  | Jaromír Johanes   |  | KSČ     | 11 października 1988 – 10 grudnia 1989 | Czwarty rząd Josefa Korčáka Rząd Josefa Korčáka, Ladislava Adamca, Františka Pitry i Petra Pitharta |
| 4.  |  | Jiří Dienstbier   |  | OF      | 5 grudnia 1989 – 27 czerwca 1992       | Rząd Josefa Korčáka, Ladislava Adamca, Františka Pitry i Petra Pitharta Rząd Petra Pitharta         |
| 5.  |  | Jozef Moravčík    |  | ĽS–HZDS | 2 lipca 1992 – 31 grudnia 1992         | Pierwszy rząd Václava Klausa                                                                        |

### Czechy
| Lp. |  | Minister            |  | Partia                           | Okres urzędowania                       | Rząd                                                               |
| --- |  | ------------------- |  | -------------------------------- | --------------------------------------- | ------------------------------------------------------------------ |
| 1.  |  | Josef Zieleniec     |  | ODS                              | 2 lipca 1992 – 27 października 1997     | Pierwszy rząd Václava Klausa Drugi rząd Václava Klausa             |
| 2.  |  | Jaroslav Šedivý     |  | bezpartyjny                      | 8 listopada 1997 – 22 lipca 1998        | Drugi rząd Václava Klausa Rząd Josefa Tošovskiego                  |
| 3.  |  | Jan Kavan           |  | ČSSD                             | 22 lipca 1998 – 15 lipca 2002           | Rząd Miloša Zemana                                                 |
| 4.  |  | Cyril Svoboda       |  | KDU-ČSL                          | 15 lipca 2002 – 4 września 2006         | Rząd Vladimíra Špidli Rząd Stanislava Grossa Rząd Jiříego Paroubka |
| 5.  |  | Alexandr Vondra     |  | ODS                              | 4 września 2006 – 9 stycznia 2007       | Pierwszy rząd Mirka Topolánka                                      |
| 6.  |  | Karel Schwarzenberg |  | SZ                               | 9 stycznia 2007 – 8 maja 2009           | Drugi rząd Mirka Topolánka                                         |
| 7.  |  | Jan Kohout          |  | bezpartyjny, wskazany przez ČSSD | 8 maja 2009 – 13 lipca 2010             | Rząd Jana Fischera                                                 |
| 8.  |  | Karel Schwarzenberg |  | TOP 09                           | 13 lipca 2010 – 10 lipca 2013           | Rząd Petra Nečasa                                                  |
| 9.  |  | Jan Kohout          |  | bezpartyjny                      | 10 lipca 2013 – 29 stycznia 2014        | Rząd Jiříego Rusnoka                                               |
| 10. |  | Lubomír Zaorálek    |  | ČSSD                             | 29 stycznia 2014 – 13 grudnia 2017      | Rząd Bohuslava Sobotki                                             |
| 11. |  | Martin Stropnický   |  | ANO 2011                         | 13 grudnia 2017 – 27 czerwca 2018       | Pierwszy rząd Andreja Babiša                                       |
| 12. |  | Jan Hamáček (p.o)   |  | ČSSD                             | 27 czerwca 2018 – 16 października 2018  | Drugi rząd Andreja Babiša                                          |
| 13. |  | Tomáš Petříček      |  | ČSSD                             | 16 października 2018 – 21 kwietnia 2021 | Drugi rząd Andreja Babiša                                          |
| 14. |  | Jakub Kulhánek      |  | ČSSD                             | 21 kwietnia 2021 – 17 grudnia 2021      | Drugi rząd Andreja Babiša                                          |
| 15. |  | Jan Lipavský        |  | CPP                              | 17 grudnia 2021 – nadal                 | Rząd Petra Fiali                                                   |